# 智頭枕田遺跡

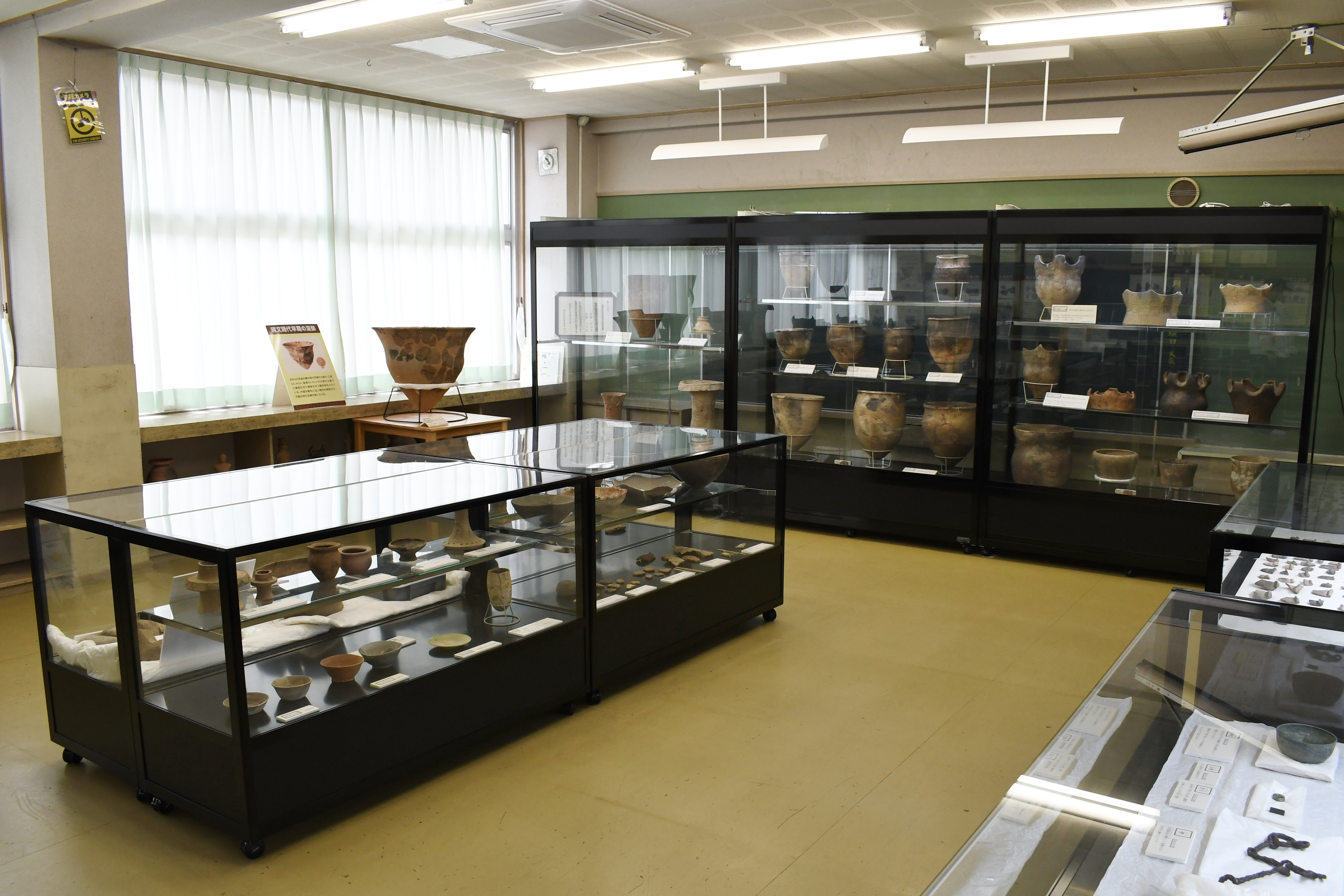
出土品（鳥取県指定文化財）智頭町埋蔵文化財センター智頭町歴史資料館展示。

智頭枕田遺跡（ちづまくらだいせき）は、鳥取県八頭郡智頭町智頭にある遺跡。縄文時代から平安時代の、九州を除く西日本では最大級の大規模集落遺跡である。出土品は鳥取県指定保護文化財に指定されている。

## 概要
2017年（平成29年）3月までに計約80カ所の遺跡や遺構が確認され、発見当時は縄文時代から平安時代の複合遺跡として九州を除いた西日本では最大級の遺跡であった。
遺跡からは石囲埋甕炉をはじめ、爪形文土器、押型文土器、石鏃、石錘、石斧、石棒、石錐、石匙、石皿、磨石、土製耳飾、など20万点を超える土器片が発見され記録保存されている。
2012年に閉校した旧土師（はじ）小学校の校舎を活用して2017年（平成29年）4月15日に智頭町歴史資料館を開館し、当遺跡などで見つかった土器や文化財約300点を展示することになった。

## 発掘調査の経緯
智頭町保健・医療・福祉総合センター建設事業により試掘調査を2003年2月20日から3月20日まで実施、事前発掘調査を2003年7月28日から2004年3月18日まで行われたが、2004年3月に取り壊された。
なお、この遺跡の発見で保健・医療・福祉総合センターの建設が遅れ、その後発覚した虚偽報告の原因とされるが、試掘調査延長の決定前から完成予定が期日より遅れると当時の町長は発言している。

## 文化財

### 鳥取県指定文化財
- 保護文化財（有形文化財）
  - 智頭枕田遺跡出土先史時代遺物（考古資料） - 2018年（平成30年）4月27日指定[3]。